# NGC 6899
NGC 6899 је спирална галаксија у сазвежђу Телескоп која се налази на NGC листи објеката дубоког неба.
Деклинација објекта је - 50° 26' 1" а ректасцензија 20h 24m 22,3s. Привидна величина (магнитуда) објекта NGC 6899 износи 12,6 а фотографска магнитуда 13,4. Налази се на удаљености од 64,380 милиона парсека од Сунца. NGC 6899 је још познат и под ознакама ESO 234-22, FAIR 896, IRAS 20207-5035, PGC 64630.